# Aydin Sarkohi
Aydin „iNSaNiA“ Sarkohi (* 18. Juni 1994) ist ein schwedischer E-Sportler, der derzeit für Team Liquid in der Disziplin Dota 2 antritt und bislang etwa 330.000 US-Dollar Preisgeld erspielen konnte.

## Karriere
Seine ersten E-Sports-Erfahrungen sammelte Sarkohi im Spiel Heroes of Newerth. 2016 begann er professionell Dota 2 zu spielen und wurde im folgenden Jahr von Ninjas in Pyjamas unter Vertrag genommen, das Team konnte den hohen Erwartungen jedoch nicht gerecht werden und Ninjas in Pyjamas kündigte an, vorerst kein Dota-2-Team mehr zu stellen. Nachdem 2017 alle Spieler das Team von Alliance verlassen hatten oder freigestellt worden, war Sarkohi einer der E-Sportler, die im November dem Team beitraten. Bis 2019 nahm er mit Alliance an drei Major-Turnieren und The International 2019 teil und gewann acht Turniere. In diesen zwei Jahren erspielte Sarkohi  über 160.000 US-Dollar Preisgeld. Im September 2019 verließ das gesamte Team Alliance und unterschrieb im Oktober einen Vertrag mit Team Liquid. Als Support-Spieler und Kapitän von Team Liquid erreichte Sarkohi unter anderem den 5. – 6. Platz beim MDL Chengdu Major 2019 und den Sieg bei der ESL One Germany 2020.

## Erfolge (Auswahl)
| Datum     | Platz     | Turnier                 | Preisgeld |
| --------- | --------- | ----------------------- | --------- |
| Okt. 2018 | 1.        | Reshuffle Madness       | 05.000 $  |
| Nov. 2018 | 9. – 12.  | The Kuala Lumpur Major  | 03.000 $  |
| Apr. 2019 | 3.        | OGA Dota PIT Minor 2019 | 07.000 $  |
| Juni 2019 | 5. – 6.   | EPICENTER Major 2019    | 012.000 $ |
| Juli 2019 | 1.        | DOTA Summit 10          | 08.400 $  |
| Aug. 2019 | 13. – 16. | The International 2019  | 102.990 $ |

| Datum     | Platz   | Turnier                  | Preisgeld |
| --------- | ------- | ------------------------ | --------- |
| Nov. 2019 | 5. – 6. | MDL Chengdu Major        | 12.000 $  |
| Jan. 2020 | 5. – 6. | Dream League Season 13   | 12.000 $  |
| Mai 2020  | 3.      | WePlay! Pushka League S1 | 06.000 $  |
| Mai 2020  | 2.      | OGA Dota PIT Season 1    | 06.400 $  |
| Nov. 2020 | 1.      | ESL One Germany 2020     | 30.000 $  |
| Dez. 2020 | 4.      | EPIC League Season 2     | 08.000 $  |